# ویبرگ ۲۷۲۶۷
سیارک ۲۷۲۶۷ (به انگلیسی: 27267 Wiberg، نامگذاری:1999YH7) بیست و هفت هزار و دویست و شصت و هفتمین سیارک کشف شده‌است که در ۲۸ دسامبر ۱۹۹۹ کشف شد.